# هضبة الفاتيكان

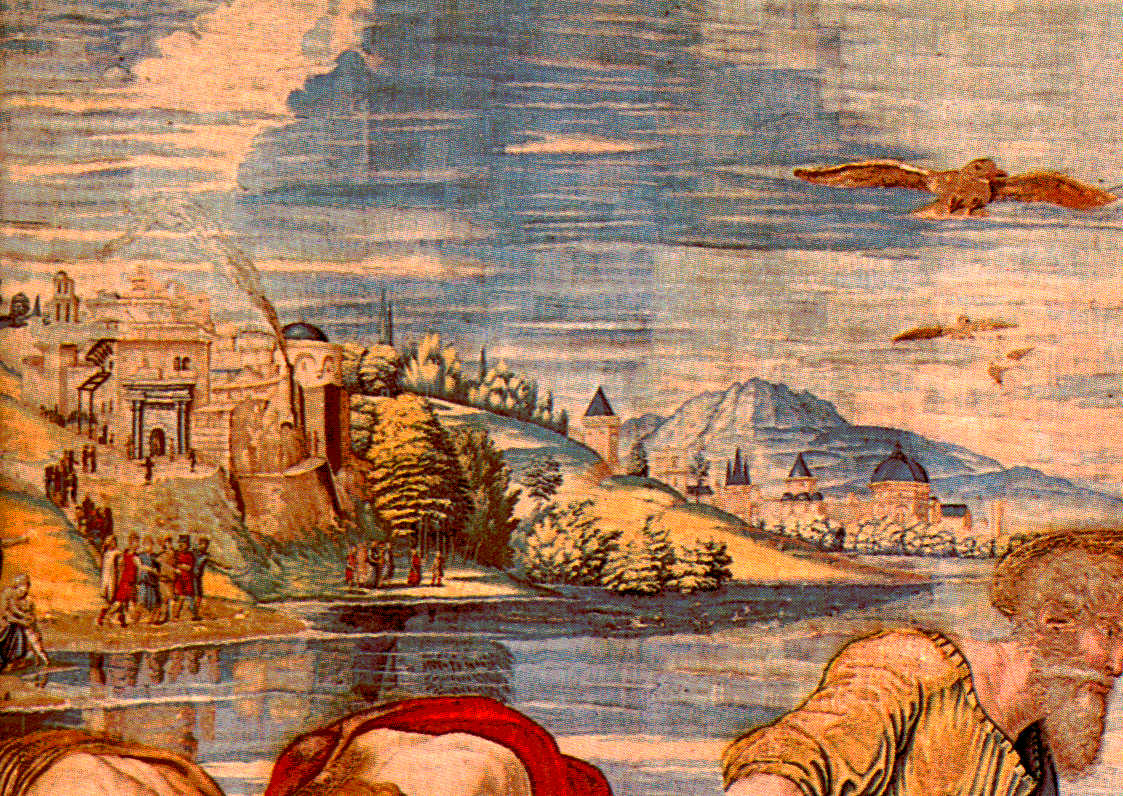
هضبة الفاتيكان، كما كانت تبدو العام 1516 قبل بناء كاتدرائية القديس بطرس.

إن المنطقة التي تعرف اليوم باسم الفاتيكان، كانت في العصور القديمة، خالية من السكان وتشكل جزءًا من الضواحي المنتشرة حول مدينة روما خلف التلال السبعة التقليدية التي تشكل حدود المدينة، على الضفة اليمنى لنهر التيبر؛ وقد استمدت اسمها من إحدى الهضاب الصغيرة كانت تسمى الفاتيكان؛ ولم تكن هذه الهضبة ضمن قائمة الهضاب السبع التي تنقل التقاليد الإيطالية أنها مهد مدينة روما الحديثة.
بنيت على هضبة الفاتيكان كنيسة صغيرة على اسم القديس بطرس ومن ثم بنيت كاتدرائية القديس بطرس في القرن السادس عشر؛ وعلى الرغم من كون روما المقر الدائم للبابوية إلا أن البابوات قبل القرن الرابع عشر كانوا قد اتخذوا من قصر لاتران في المدينة مركزًا لهم، ولم تتجه الأنظار نحو الفاتيكان إلا في أعقاب الانتهاء من انشقاق أفينغون، حيث انتقل البابوات ومعهم قيادة الكنيسة إلى الفاتيكان، وشيّد هناك خلال عصر النهضة سلسلة من المباني والمتاحف إلى جانب القصر البابوي والحدائق البابوية وعدد من المباني الأخرى.
اكتسبت هضبة الفاتيكان أهميتها، ومن ثم دورها كعاصمة للكنيسة الكاثوليكية، من كون التقاليد المسيحية قد نقلت أن الهضبة كانت الموقع الذي شهد صلب القديس بطرس عام 67 ضمن حملة اضطهادات واسعة قادها الإمبراطور نيرون على المسيحيين، التقليد نفسه نقل أن القديس بطرس قد دفن في قبر صغير أسفل الهضبة؛ هذه التقاليد تمّ تأكيدها من خلال المزار القديم للقديس بطرس الذي كان مقامًا في الهضبة، وحديثًا من خلال البحوث والتنقيبات الأثرية؛ ولا يمكن اليوم رؤية أو الشعور بوجود الهضبة الأصلية إذ شيدت فوقها كاتدرائية القديس بطرس عام 1506 والساحة التي تمتد بشكل إهليلجي أمامها والمسماة على اسم القديس بطرس أيضًا وهي مرصوفة بالحجر الغرانيتي الأسود، غير أنه يمكن ملاحظة الهضبة في الحدائق البابوية إلى الخلف من الكاتدرائية.